# Albánia közelmúltbeli történelme

## A demokratikus átmenet
Enver Hoxha 1985. április 11-ei halála után Ramiz Alia lett az Albán Munkapárt főtitkára. Eleinte igyekezett elődje örökségét továbbvinni, de a kelet-európai politikai változások Albánia társadalmára is hatással voltak. A Mihail Gorbacsov szovjet pártfőtitkár által bevezetett, a glasznoszty és a peresztrojka fémjelezte reformmozgalom Albánia totalitárius rendszerét is megingatta. A mind gyengébbé váló kommunista blokk országainak intő példája, a nyugati világ nyomása és saját népének gyűlölete az 1980-as évek második felében óvatos nyitásra késztette az albán vezetőket: felvették a diplomáciai kapcsolatot a nyugat-európai és a szomszédos országokkal (elsőként Franciaországgal és az NSZK-val), 1989. január 20–22. között első ízben tárgyaltak Tiranában a balkáni államok külügyminiszterei; engedélyezték magánszemélyeknek televízió és személygépkocsi vásárlását; nehezen megszerezhető vízummal és korlátozott számban ugyan, de turisták érkezhettek az országba; 1989 novemberében részleges amnesztiát hirdettek a politikai fogva tartottak számára; stb.
Nicolae Ceaușescu román pártfőtitkár 1989. december 25-ei kivégzése után, 1990. január 2-án Ramiz Alia még azt nyilatkozta, hogy a kommunista rendszerek összeomlása nem fogja magával rántani Albániát. Erre válaszul emigráns albánok szerveztek tüntetéseket a külföldi albán nagykövetségek előtt, s a véres koszovói események híre is eljutott az elszigetelt országba. 1990 márciusában bekapcsolták Albániát a nemzetközi telefonhálózatba, májusban Adil Çarçani miniszterelnök kihirdette, hogy országa demokratizálódni fog, de továbbra is szocialista marad. Bejelentették, hogy ismét felvennék a diplomáciai kapcsolatokat a Szovjetunióval és az Amerikai Egyesült Államokkal, és csatlakoznának az Európai Biztonsági és Együttműködési Értekezlethez. Ismét engedélyezték a szabad vallásgyakorlást. Az albánok azonban gyökeres változást akartak, és 1990 júliusában kitört a felkelés, a lázadók összecsaptak a kormányerőkkel, és albánok ezrei kértek menedéket a tiranai nagykövetségeken. Októberre kiderült, hogy az albán–görög határon átszökni próbáló, feltehetően görög nemzetiségű albán állampolgárok tucatjait lőtték agyon az albán határőrök.
A nemzetközi nyomásra november elején Ramiz Alia bejelentette, hogy meg fogják vizsgálni a többpártrendszer bevezetésének lehetőségeit. Hamarosan új alkotmánytervezetet és választási törvényt nyújtottak be a nemzetgyűlésnek. December 9-én azonban az Enver Hoxha Egyetem diákjai tüntetésekbe kezdtek, s 12-én az Albán Munkapárt Központi Bizottsága jóváhagyta a többpártrendszer bevezetését.

## A demokratikus Albánia

### A politikai átmenet
December 13-án Sali Berisha vezetésével megalakult az első jelentős ellenzéki szervezet, az Albán Demokrata Párt, amely december 22-ére szervezte meg Tiranában első tömeggyűlését. Időközben ugyanis nyilvánvalóvá vált, hogy az állampárt vezetői csupán lassú reformra és kisebb átalakításokra hajlandóak, így országszerte heves megmozdulások törtek ki. 1991. január 3-án az elégedetlenség csúcspontjaként Shkodrában 60, Durrësban 30 ezren tüntettek. A reményüket vesztettek több tízezres tömegei elhagyták hazájukat, s Görögországba, illetve Olaszországba mentek. Miután februárban az éhségsztrájkot folytató egyetemisták és a tüntetők Tirana főterén ledöntötték Enver Hoxha monumentális szobrát, Ramiz Alia okosabbnak vélte bizonyítani elköteleződését a múlttal való szakítással. Február 22-én feloszlatta Adil Çarçani kormányát, s a munkapárti reformszárny egyik prominens alakját, Fatos Nanót bízta meg kormányalakítással. Az országban azonban nem hagyott alább az elégedetlenség. Alia előbb szabadon engedte a politikai foglyokat, majd szükségállapotot vezetett be, s március 31-ére kiírta az első szabad albán nemzetgyűlési választásokat.
A nemzetközi megfigyelők által is tisztának tartott voksolás során – talán a felkészülési idő rövidsége miatt – az ellenzéki Albán Demokrata Párt nem tudta szavazatokra váltani növekvő népszerűségét, s a kommunisták szereztek kétharmados többséget az új nemzetgyűlésben. A két nagy párton kívül a görög kisebbség érdekvédelmi pártja, az Omonia, illetve a Veteránszövetség juttatott be néhány képviselőt. A parlamenti munkát a reformkommunisták fontolva haladása határozta meg, Ramiz Alia lett az új köztársaság elnöke, a sztálinista alkotmányt eltörölték, de tovább nem jutottak. Áprilisban újabb, két hónapig tartó országos sztrájk tört ki, s ennek következményeként Ylli Bufi vezetésével június 5-én nemzeti egységkormány alakult, amelyben tizenkét munkapárti, hét demokrata és öt nemzetgyűlésen kívüli ellenzéki kapott tárcát. Pár héttel később az Albán Munkapárt neve Albán Szocialista Párt lett, júliusban feloszlatták az állampárti politikai rendőrséget, a Sigurimit, és a rendőrséget is átszervezték.
Az ország gazdasági helyzete siralmas állapotban volt, szeptemberben az OECD 150 millió dolláros gyorssegélyt utalt át az országnak, s ugyancsak Albánia megsegítését, valamint a politikai stabilizálást szolgálta az olasz Pelikán-akció, amelynek keretében hétszáz főnyi olasz katonai alakulat osztott élelmiszercsomagokat Albánia-szerte. A gazdasági elmaradottságot tetézte a kormányon lévő pártok folyamatos nézetkülönbsége, végül a demokrata miniszterek kiváltak a kormányból, s előrehozott választásokat írtak ki 1992. március 22-ére és 29-ére.

### A Berisha-korszak

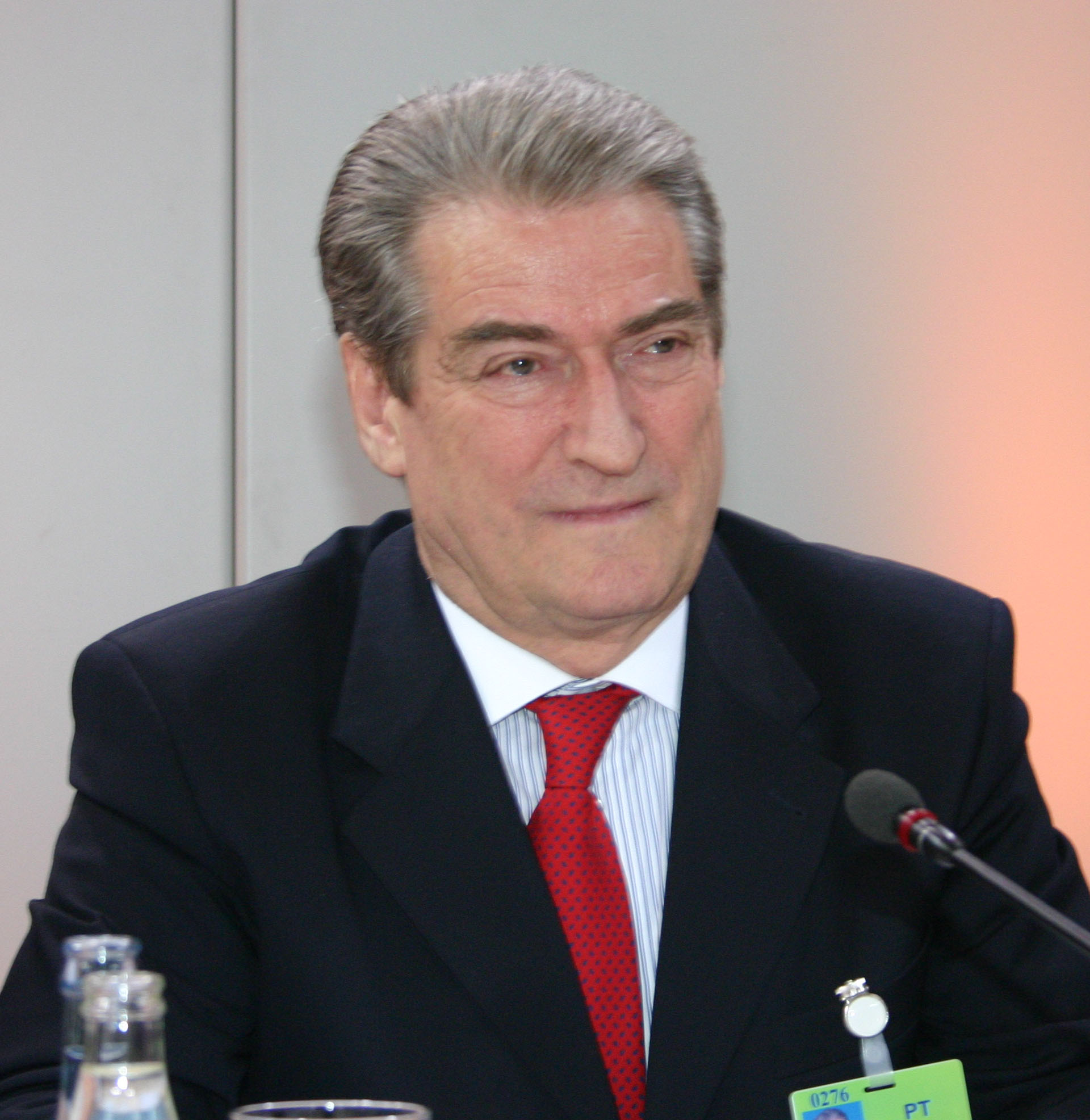
Sali Berisha 2006. május 7-én

A rendben lezajlott választásokon az Albán Demokrata Párt (ADP) átütő sikert ért el, megszerezte a szavazatok 62%-át. Ramiz Alia április 3-án lemondott államfői tisztéről, s az új köztársasági elnök a demokrata párt vezetője, Sali Berisha lett, aki hívét, Aleksandër Meksit bízta meg kormányalakítással április 13-án. Az új nemzetgyűlés első ülésén leváltotta a kommunista korszakból megörökölt zászlót és címert, valamint növelte az elnöki jogköröket (Berisha lett a Legfelsőbb Bíróság vezetője, s elnökölhetett a kormányüléseken). Az új kormány programja a szociális piacgazdaság bevezetése, a társadalmi béke és a közbiztonság megteremtése volt, ehhez azonban a Nemzetközi Valutaalap által javasolt megszorító intézkedéseket be kellett vezetni. 1992-ben megszüntették a munkanélküli-segélyt, visszaszorították az importot, bezárták a gazdaságtalan vállalkozásokat – mindez lassú gazdasági növekedéshez vezetett. 1993 végéig a földterületek 96%-a magánkézbe került, de Albánia továbbra is importra szorult a legalapvetőbb élelmiszerek tekintetében. A kommunizmusban erőltetetten fejlesztett energia- és nehézipar, valamint bányászat volumenének negyedére esett vissza, a munkanélkülivé váltak tömegét (1992-ben az aktív keresők 27%-át) a fejlesztés alatt álló szolgáltatóiparban, illetve a modernizált állami nagyvállalatokban kívánták foglalkoztatni.
Berisha elnöki jogköreinek kiszélesedésével rendeletileg lecseréltette a kommunista hivatalnokgarnitúrát és letartóztatta az előző rendszer vezetőit (például Ramiz Alia, Nexhmije Hoxha). Emellett kísérletet tett a szocialista párt lefejezésére is, visszaélések ürügyén letartóztatták és kilencévi börtönre ítélték a párt vezetőjét, Fatos Nanót. Berishát hamarosan a párton belül is tekintélyuralmi törekvésekkel és jobboldali fordulattal vádolták meg, s a belpolitikai válság tetőzéseként Neritan Ceka és Gramoz Pashko híveikkel együtt kiléptek a kormánypártból, s megalakították az Albán Demokratikus Szövetséget. 1994-ben ugyan kudarccal zárult alkotmánymódosító javaslata, amely jelentősen növelte volna az elnöki jogköröket, de a személyével szembeni elégedetlenség egyre fokozódott. Ennek ellenére az 1996. május 26-án és június 2-án megtartott újabb nemzetgyűlési választások a demokrata párt 87%-os győzelmével zárultak. Az ellenzéki erők és a nemzetközi megfigyelők azonnal felhívták a figyelmet a választási visszaélések tömegére, de ennek dacára július 11-én újra a demokrata párti Aleksandër Meksi kapott kormánymegbízást.
1996 végén kirobbant a piramisjáték-válság, amelynek oka a lakosság nagy részének bevonásával épülő, a hozadékot a piramisjáték elvén visszaosztó befektetési alapok csődje volt. Az ország lakosságának közel háromnegyede elveszítette megtakarításait, s Berishát és a Meksi-kormányt tették felelőssé az őket ért kárért (becslések szerint mintegy egymilliárd dollárról volt szó). Hamarosan kiderült, hogy a befektetési alapok anyagilag támogatták Berisha és az ADP 1996-os választási kampányát. Heves kormányellenes tüntetések robbantak ki országszerte, s 1997. január 19-én Tiranában először csaptak össze a rendőrök a tüntetőkkel. A zavargások kiterjedtek a vidéki, főleg a dél-albániai városokra is, Fatos Nanót kiszabadították börtönéből, s február 9-én Vlorában már halálos áldozata is volt az összetűzéseknek. A feldühödött tömegek fegyverraktárakat fosztottak ki, gyújtogattak, Albániában eluralkodott az erőszak. Március 2-án rendkívüli állapotot hirdettek ki, s 11-én Berisha a szocialista párt egyik vezetőjét, Bashkim Finót bízta meg egy koalíciós kormány megalakításával. A zavargások azonban nem csillapodtak, a tüntetők és a kormányerők március 27-ei levani összecsapásának például tizenhét halálos áldozata volt.
Az albániai helyzet a nemzetközi figyelem középpontjába került, s az ENSZ Biztonsági Tanácsa március 28-án elfogadta az Olaszország által megtervezett és végrehajtott Napkelte-akció tervét. Ennek két fő célja a segélyek célba juttatása és az előrehozott választások zavartalan lezajlásának biztosítása volt. A június 29-én és július 6-án megtartott kétfordulós választásokon a szocialisták nagy győzelmet arattak, Fatos Nano alakíthatott kormányt, az új államfő pedig Rexhep Meidani lett. Az albánok egyúttal szavaztak az ország államformájáról is, amelynek során elvetették Leka Zogu albán trónörökös, I. Zogu fia monarchista kezdeményezését, és Albánia továbbra is köztársaság maradt. Az országban helyreállt a rend. A polgárháborús időszakban közel kétezren életüket vesztették, és mintegy tizenötezer albán menekült Olaszországba; az egyik csoportjukat szállító hajó egy ütközést követően elsüllyedt, s nyolcvannégyen vesztek oda a tengerbe.

### Politikai és gazdasági konszolidáció
Az új köztársasági elnök, Meidani a szocialisták emblematikus alakjának, Fatos Nanónak adott miniszterelnöki megbízást. Nano igyekezett a demokratákat is bevonni a kormányzásba, akik azonban választási csalásokra hivatkozva a parlamenti munkát is bojkottálták. A fél évig elhúzódó, 60 millió ECU-s kárt okozó zavargások után a kabinetnek meg kellett kísérelnie normalizálni a mindennapokat. 1997 második felében fosztogató bandák tucatjait tartóztatták le, majd a nyugati hatalmak három évre 600 millió dollárt szavaztak meg az ország helyreállítására (ugyanekkor Albánia egyéni békepartnerségről állapodott meg a NATO-val is). A gondokat tovább növelte az 1998-ban kitört koszovói háború, amelynek során mintegy félmillió koszovói albán menekült az anyaországba. 1998. szeptember 12-én ismeretlen tettesek meggyilkolták Berisha egyik közeli munkatársát, Azem Hajdarit, maga Berisha Nanót vádolta meg a gyilkosság megszervezésével, s kitörtek a kormányellenes zavargások.
A Nano-kormány feloszlott, és október 2-án a szintén szocialista Pandeli Majko vette át a kormányrudat. Az új kabinet egyéves működése alatt jelentős lépéseket tett a politikai és gazdasági stabilizáció felé. A koszovói válság miatt a szembenálló politikai felek félresöpörték ellenérzéseiket, és a nemzeti probléma megoldása érdekében együttműködtek, a demokraták egy év után felhagytak a parlament bojkottjával. Újjászervezték, erős szakmai alapokra helyezték a rendőrséget és a katonaságot, begyűjtötték a lakosságtól az illegálisan tartott fegyvereket, majd 1998. október 21-én elfogadták Albánia új alkotmányát, amely minden tekintetben megfelelt a modern társadalmi-politikai elvárásoknak. Ugyanakkor Albánia szolgált a koszovói háborúban részt vevő nemzetközi erők hátországául, s ez az infrastruktúra jelentős javulását idézte elő, a gazdasági élet fellendült, az infláció csökkenni kezdett. A politikai közélet számára is váratlanul Majko 1999. október 29-én lemondott, és helyét a szintén szocialista Ilir Meta vette át. Meta nem változtatott sem elődje politikáján, sem a kabinet összetételén. Albánia folytatta a lassú építkezést, 2000 szeptemberében csatlakozott a Kereskedelmi Világszervezethez.
2002 elején Meta összekülönbözött a szocialista párt vezetőségével, s február 22-én rövid időre ismét Pandeli Majko lett a kormányfő, akitől július 31-én Fatos Nano vette át a kormányrudat – immár harmadszor. Június 24-én egy összpárti egyezségnek köszönhetően a szocialista Alfred Moisiu váltotta fel Meidanit a köztársasági elnöki székben. Az ország gazdasági növekedése folytatódott. 2003-ban Albánia az Egyesült Államok rendelkezésére bocsátotta légterét, sőt csapatokat is felajánlott az iraki háború idején, ezzel tovább mélyült a NATO és Albánia kapcsolata. A 2005. július 3-án megtartott választásokat két ciklus után a szocialisták elveszítették, és szeptember 11-én az egykori köztársasági elnök, Sali Berisha alakíthatott kormányt. 2006 márciusában az Európai Unió nyilatkozatban tett hitet a nyugat-balkáni országok, köztük Albánia integrációja mellett, novemberben pedig az amerikai szenátus többek között Albánia NATO-felvételét sürgető törvényt fogadott el.
2007. június 10-én George W. Bush személyében az első amerikai elnök látogatott el a balkáni országba, ahol meleg fogadtatásban részesült, s Berisha miniszterelnökkel tárgyalva hitet tett Albánia NATO-integrációja és Koszovó függetlensége mellett. Az elnöki látogatás egybeesett a guantánamói fogolytáborból szabadon bocsátott, de Kína által továbbra is terroristának tartott, mintegy kéttucatnyi muzulmán ujgur érkezésével, akik befogadását Albánia előzetesen felajánlotta az Amerikai Egyesült Államoknak.
2008. március 15-én az albán hadsereg egyik, Tirana közelében lévő, gërdeci lőszermegsemmisítő raktárát robbanássorozat rázta meg. A balesetben 26 ember meghalt, több mint 300-an megsebesültek, és a környéken 2300 épület lakhatatlanná vált vagy súlyosan károsodott. A sajnálatos eset következményeként a védelmi miniszter, Fatmir Mediu lemondott, Berisha miniszterelnök pedig a prioritást élvező belpolitikai célok közé – a gazdaság megerősítése és a korrupció elleni küzdelem mellé – emelte a lakosság birtokában lévő, elöregedett fegyverarzenál gyors ütemű és biztonságos megsemmisítését.
Az euroatlanti integráció fontos állomásaként 2009. április 1-jén Albánia – Horvátországgal egyetemben – teljes jogú tagként csatlakozott a NATO-hoz. Ezzel az aktussal huszonnyolcra bővült a tagországok száma. Az április 3-án a franciaországi Strasbourg-ban megrendezett NATO-csúcstalálkozón Barack Obama amerikai elnök köszöntötte a szervezet új tagországainak delegációit.